# Sidiki Kaba
Sidiki Kaba (21 de agosto de 1950) es un político senegalés que se desempeñó como decimoquinto primer ministro de Senegal desde el 6 de marzo de 2024 hasta el 3 de abril de 2024.

## Biografía
Sidiki Kaba estudió derecho. Ha dedicado su carrera profesional a la promoción y protección de los derechos humanos, en particular en cuestiones relacionadas con la libertad de prensa, los derechos de las mujeres y los derechos políticos. Participó en las negociaciones del Estatuto de Roma de 1998 y, a partir de entonces, llevó a cabo numerosas campañas para promover la ratificación del Estatuto por parte de Senegal y muchos otros países africanos. En 2001, se convirtió en el primer africano en ser elegido presidente de la Federación Internacional por los Derechos Humanos.
Fue ministro de Justicia de Senegal desde 2013. El 8 de diciembre de 2014, fue elegido presidente de la Asamblea de los Estados Partes en el Estatuto de Roma de la Corte Penal Internacional como candidato de consenso de los Estados africanos y respaldado por la Mesa de la Asamblea. Se desempeñó como presidente de la Asamblea, que opera desde Nueva York y La Haya, mientras que continuó sus funciones como ministro de Justicia desde Dakar. En 2017, fue nombrado ministro de Asuntos Exteriores hasta 2019, cuando fue designado ministro de Defensa. Desempeño este cargo hasta 2023, año en que fue nombrado ministro del Interior.